# Boule nantaise
La boule nantaise est un jeu de boules pratiqué dans la région de Nantes en France. Elle est inscrite à l'Inventaire du patrimoine culturel immatériel en France.

## Matériel
La boule nantaise se pratique sur un terrain rectangulaire bitumé, de 13 à 15 m de long sur 4,5 à 5 m de large ; sur sa plus grande longueur, les bords sont incurvés, se relevant d'environ 35 cm. Une planche en bois de 5 cm d'épaisseur et légèrement souple, le talon, est placée à chacune des extrémités du terrain de jeu et permet aux boules d'y rebondir. De façon générale le terrain est couvert.
Le jeu utilise douze boules en résine synthétique de 14 cm de diamètre et pesant 2 kg : six boules rouges (dites « blanches ») et six boules vertes (dites « noires »). Une boule de plus petite taille, le maître ou petit, sert de cible ; elle mesure 10 cm de diamètre et pèse 0,8 kg.

## Règles
Une partie de boule nantaise se joue entre deux équipes de un à trois joueurs. L'ordre des joueurs est déterminé en début de partie et reste le même pendant toute sa durée. Quelle que soit sa taille, chaque équipe dispose de six boules.
Le but de chaque équipe est de placer ses boules le plus près possible du petit. Les boules doivent impérativement être roulées, jamais lancées ; de plus, au moment de leur propulsion, le joueur doit avoir un pied en contact avec le talon. Il est possible de faire rouler une boule directement, mais également indirectement en la faisant rebondir sur le talon opposé. Les bords incurvés de chaque côté font également revenir les boules vers le centre du terrain.
Lors d'une manche, appelée « mène », l'équipe possédant les boules noires débute. Son premier joueur fait rouler le petit, puis sa première boule. Les joueurs de l'équipe adverse se succèdent alors tant qu'ils ne parviennent pas à placer une boule blanche plus près du petit que la boule noire, dans la limite de leurs six boules. Si elle prend la main, les rôles s'inversent et ainsi de suite jusqu'à ce que les douze boules soient jouées. L'équipe gagnante remporte autant de points que de boules les plus proches du petit. La partie se poursuit à partir du talon opposé, le petit étant roulé par l'équipe venant de marquer le point. Une partie se joue en 9 points,.

## Historique
La région comporte de nombreuses variantes de jeux de boules (boule bretonne, boule de fort, etc.). L'origine de la boule nantaise n'est pas connue ; selon une légende, elle proviendrait d'un jeu joué par les ouvriers de la construction navale dans les cales des bateaux, dont la forme aurait inspiré le terrain actuel. Elle se développe dans les quartiers populaires du pays nantais, à partir du milieu du XIXe siècle, tout d'abord en plein-air puis dans des arrière-salles couvertes de cafés au début du XXe siècle. La première amicale de boule nantaise est fondée en 1913.
Au début du XXIe siècle, la région nantaise compte une dizaine d'amicales, regroupées en fédération. Plusieurs cafés-bars disposent d'un terrain ; il existe également une salle municipale dédiée, dans le complexe sportif de La Noë-Lambert, rue de la Haute-Mitrie à Nantes. Un dossier pour classer la boule nantaise comme patrimoine culturel immatériel de l'humanité, en même temps qu'un ensemble de sports et jeux, est en construction depuis 2011.